# ErAZ
ErAZ ou Erevanskiy Avtomobilny Zavod, était un constructeur automobile arménien fondé à Erevan en 1964. L'entreprise a été privatisée en 1995 et déclaré faillite en 2002.

## Histoire
L'entreprise a démarré le 31 décembre 1964 sous le ministère de l'industrie automobile soviétique (Минавтопром). En 1966, la société révèle son premier modèle : le ErAZ-762. 

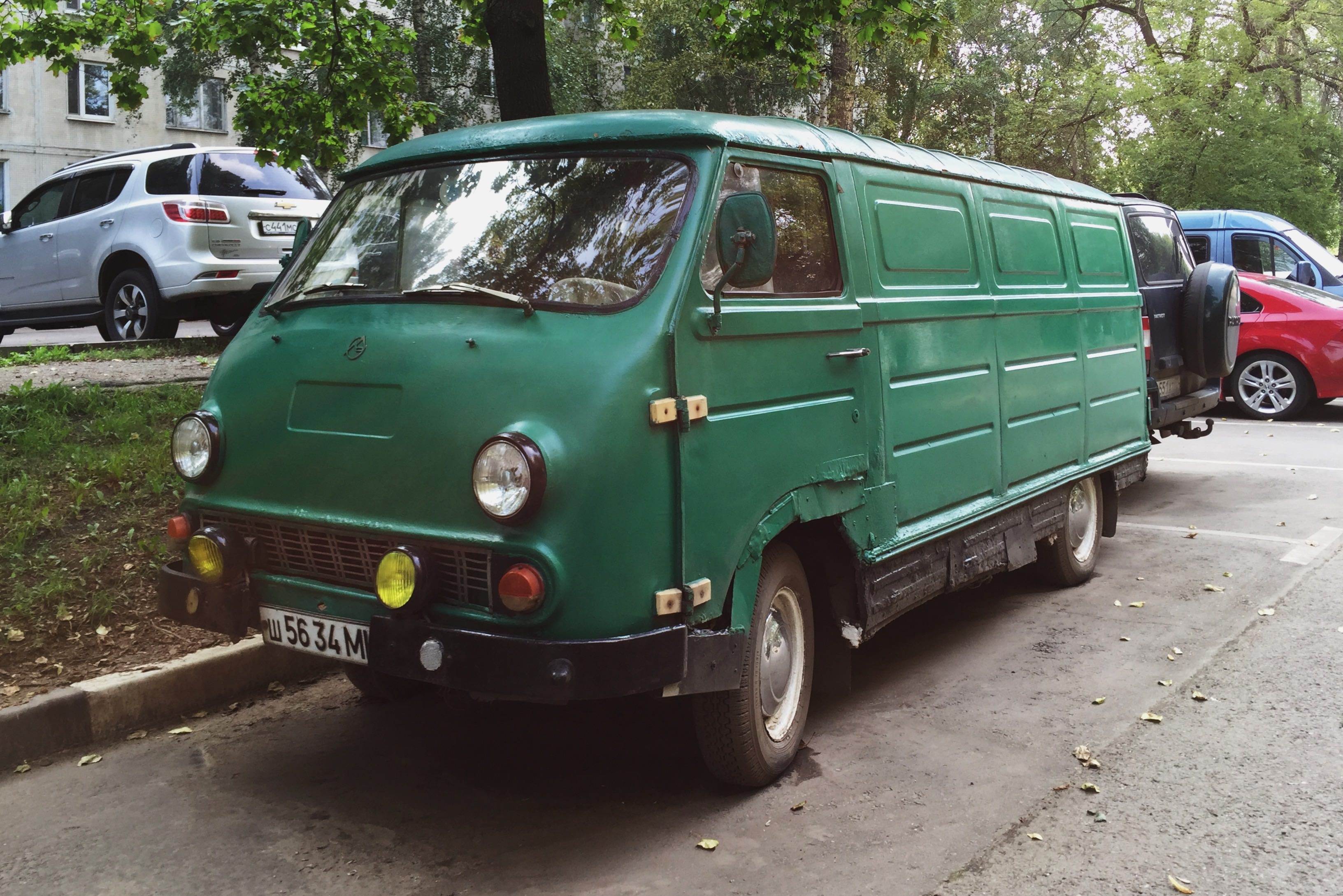
ErAZ-762 à Moscou.

Vers 1971, ErAZ travailla sur un nouveau fourgon : L'ErAZ-3730. Ce modèle n'est jamais paru en production, faute de fonds.

## Modèles
- ErAZ-762 (1966 - 1996)
- ErAZ-3218 (1977 - 2002)